# Fumettibrutti
Œuvres principales
- Romanzo esplicito
- P. La mia adolescenza trans

Fumettibrutti, nom de plume de Josephine Yole Signorelli, est une autrice de bande dessinée italienne, née le 10 décembre 1991 à Catane.

## Biographie
Joséphine Yole Signorelli est une femme trans. Elle naît en 1991 à Catane, ville de Sicile. Diplômée en graphisme à l'Institut national d'art de Catane (it) en 2010, elle poursuit des études en peinture à l'Académie des beaux-arts (it), toujours dans sa ville natale, dont elle sort diplômée en 2013. Elle se spécialise ensuite en « Langages du fumetti » à l'Académie des beaux-arts de Bologne, jusqu'en 2019.
Elle acquiert rapidement une notoriété via les réseaux sociaux sous le nom de plume de Fumettibrutti, à la suite de quoi elle est contactée par les Éditions Feltrinelli de Milan pour être publiée au sein de la nouvelle branche Feltrinelli Comics. Elle publie son premier album, Romanzo esplicito, en 2018, qui est récompensé du prix Micheluzzi de la meilleure première œuvre au Napoli Comicon (it).
En 2019, elle aborde dans son deuxième ouvrage, P. La mia adolescenza trans l'adolescence d'une femme trans. Il est traduit en français par Laurent Lombard en 2022,. Elle remporte le prix Cecchetto du meilleur talent émergent au Festival de la bande dessinée de Trévise et le Gran Guinigi du meilleur espoir au festival Lucca Comics and Games.

## Œuvres

### Albums
- Romanzo esplicito, Feltrinelli Comics, 2018, 144 p. (ISBN 9788807550072).
- P. La mia adolescenza trans, Feltrinelli Comics, 2019, 208 p. (ISBN 9788807550348).Traduit en français par Laurent Lombard, P., mon adolescence trans  (trad. de l'italien), Paris/58-Clamecy, Massot Éditions, 2022 (ISBN 978-2-380-35258-0).
- Anestesia, Feltrinelli Comics, 2020, 144 p. (ISBN 9788807550607).
- CenerentolA, Feltrinelli Comics, 2021, 112 p. (ISBN 9788807550805).

### Anthologies
- Materia Degenere, Diabolo Edizioni, 2018, 168 p. (ISBN 9788894203769), « Lola Space, Bang and Kiss ».
- Post Pink. Antologia di fumetto femminista, Feltrinelli Comics, 2019, 128 p. (ISBN 9788807550218), « Ave ».
- Sporchi e Subito, Feltrinelli Comics, 2020, 144 p. (ISBN 9788807550508).